# Royal Air Maroc
Royal Air Maroc är det största flygbolaget i Marocko och är baserat i Casablanca. Flygbolaget trafikerar linjer till Asien, Nordamerika, Europa och Afrika. Flygbolaget bas är Aéroport Mohammed V - Casablanca.

## Historisk flotta
- Airbus A310
- Boeing 707
- Boeing 727
- Caravelle
- Curtiss C-46 Commando
- Douglas DC-3/C-47
- Douglas DC-4
- L-749 Constellation

## Samarbetspartner
- Air France
- EgyptAir
- Etihad Airways
- Iberia
- JetBlue Airways
- Turkish Airlines
- Saudi Arabian Airlines